# Magny-Cours
Magny-Cours – miejscowość i gmina we Francji, w regionie Burgundia-Franche-Comté, w departamencie Nièvre.
Według danych na rok 1990 gminę zamieszkiwały 1483 osoby, a gęstość zaludnienia wynosiła 47 osób/km² (wśród 2044 gmin Burgundii Magny-Cours plasuje się na 148. miejscu pod względem liczby ludności, natomiast pod względem powierzchni na miejscu 154.).
Charakterystycznym elementem miasteczka jest profesjonalny tor Formuły 1, na którym do 2008 roku rozgrywane były Eliminacje Mistrzostw Świata FIA F1.

## Edukacja
- Institut supérieur de l'automobile et des transports